# Шерман, Алек
Алек Шерман (англ. Alec Sherman; 27 апреля 1907 — 29 марта 1992) — английский дирижёр. Муж пианистки Джины Бахауэр.
Получил образование как скрипач. В 1930 году поступил в Симфонический оркестр Би-би-си при его основании и проработал в нём восемь лет, после чего решил продолжить карьеру как дирижёр. В 1941 году основал Новый лондонский оркестр (англ. New London Orchestra), во главе которого, среди прочего, сопровождал Майру Хесс при исполнении всех фортепианных концертов Моцарта в серии знаменитых военных концертов в Национальной галерее (1943—1945), аккомпанировал Эрнсту фон Донаньи во время его британских гастролей (1947) и Андресу Сеговии при записи Первого концерта для гитары с оркестром Марио Кастельнуово-Тедеско (1949).
В 1951 г. женился на пианистке Джине Бахауэр и в значительной мере пожертвовал дальнейшей карьерой ради карьеры своей жены. Он аккомпанировал выступлениям и записям Бахауэр с различными оркестрами, сопровождал её в гастрольных поездках. Благодаря этому браку Шерман также включился в музыкальную жизнь Греции и, в частности, дирижировал в Национальной опере Греции премьерами двух сочинений Манолиса Каломириса — оперой «Туманные воды» (1951) и балетом «Смерть отважной» (1951). В 1978 году, после смерти жены, выступил инициатором присвоения её имени международному конкурсу пианистов в США.